# Каматт, Жак
Жак Кама́тт (фр. Jacques Camatte; 18 февраля 1935, План-де-Кюк — 19 апреля 2025, Кажар) — французский мыслитель, член Интернационалистической коммунистической партии, бордигист. Каматт покинул ИКП в 1966 году в знак протеста против её «активистского поворота», в дальнейшем защищая «чистоту» революционной теории в журнале «Invariance» («Постоянство»). Участник Майских событий во Франции 1968 года. После знакомства с многим историческими источниками о левом движении, и анализа последних писем Маркса, в начале 1970-х годов Каматт отходит не только от ленинизма в его левокоммунистическом варианте, но и от линии традиционного марксизма вообще. В конечном итоге, он разочаровывается в революционных перспективах и приходит к своеобразному эскапизму, повлиявшему как на французских «ультралевых», вроде Жиля Дове и пр., так и на американских анархо-примитивистов вроде Джона Зерзана и Фреди Перлмана.
Умер в Кажаре 19 апреля 2025 года в возрасте 90 лет.

## Сочинения
- Происхождение и функция партийной формы (1961)
- Демократическая мистификация (1969)
- О революции (1972)
- Странствия человечества (1973)
- Русская община и коммунизм (недоступная ссылка) (1974)
- Против приручения (недоступная ссылка) (1980)
- Возникновение Homo Gemeinwesen (недоступная ссылка) или ([library.rksmb.org/text/90e3b8ca6c81496897847d83cf0d7657.rtf rtf] (недоступная ссылка)) (1991)
- Возникновение и развитие онтоза (2002)
- Мистификация и видимость (недоступная ссылка) (2005)
- Демократическая мистификация